# Lumen Field
El Lumen Field és un estadi bifuncional construït per la pràctica del futbol americà i del futbol situat al centre de la ciutat de Seattle (Washington), Estats Units. Actualment és la seu dels Seattle Seahawks de l'NFL i dels Seattle Sounders de la Major League Soccer. Inaugurat el 2002 té una capacitat de 67.000 espectadors i es pot reconvertir en estadi específic de futbol per a 39.115 espectadors.